# أميمة مضوي
أميمة عثمان خالد مضوي (من مواليد أبريل 1969) فنانة نسيج سودانية-بريطانية أصمه معروفه بخدمتها للأشخاص ذوي الإعاقة في مجال الفنون.

## النشأة والتعليم
ولدت أميمة في أبريل 1969، في السودان. أصيبت بالصمم عندما كانت في الرابعة من عمرها، إثر نوبة التهاب السحايا، وعاشت في الخرطوم حتى بلغت الثانية عشرة من عمرها. ثم قررت عائلتها مغادرة السودان حيث أصيب شقيقها بالصمم لمنحهم فرصًا تعليمية وحياتية أفضل. كان هذا بسبب عدم وجود مدارس للصم في الخرطوم أو مجتمع للصم. ووفقًا لأميمة، لم يفهم المدرسون إعاقتها. ومع ذلك، ظل والدها في السودان.
تخرجت أميمة من معهد سوري للفنون والتصميم بالكلية الجامعية في عام 1998 بدرجة بكالوريوس الآداب في تصميم المنسوجات، مما أتاح لها تجربة ثرية وملموسة بالإضافة إلى فرصة استخدام الأصباغ الطبيعية. جذبت أميمة عالم المنسوجات بحبها للون، والجذور العربية، وفرصة تجربة العديد من الإجراءات. وصفت أميمة تجربتها كونها طالبة اصمه، قبل قانون التمييز ضد الإعاقة لعام 1995، بأنها كانت تجربه متعبة ومحبطة لأن الدعم كان يقدم فقط خلال المحاضرات الرئيسية.

## حياة مهنية
بعد تخرجها، كافحت للعثور على وظيفة وبدلاً من ذلك أصبحت مسؤولة تطوير في Friends for Young Deaf People. تبع ذلك العديد من فرص العمل التي تساعد الأفراد الصم الضعفاء والمحرومين في سياقات الرعاية الثقافية والاجتماعية والاستشارات الإبداعية المستقلة. في عام 2003، أسست شبكة الفنانات الصم الرنانات.
أميمة أكملت درجة الماجستير في الآداب في سياسة الفنون والإدارة في بيركبيك، جامعة لندن. في عام 2015، دخلت في شراكة مع Shape Arts and SPACE عندما اختارها المجلس الثقافي البريطاني للإقامة في قطر للعمل في متحف الفن الإسلامي في الدوحة. بعد ذلك، في عام 2017، حصلت على منحة بحث وتطوير من مبادرة Unlimited ، وهي مبادرة بقيادة Shape Arts و Artsadmin لتعزيز شهرة الفنانين المعوقين. في العام التالي، تلقت أميمة دعم من Artichoke للتعاون مع المجموعات المحلية في برايتون لتصميم لافتة للاحتفال بالذكرى المئوية لحق المرأة في التصويت في المملكة المتحدة. كُتب على اللافتة: "كن حراً ، كن مرئيًا ، كن معدودًا". ثم حصلت علي مساحة استوديو خاصة بها من Cockpit Arts، مما سمح لها ببدء عملها الخاص، Omeima Arts.
أميمة تستخدم وطباعة الشاشة، وتقنية ديفوري يتعمق في مواضيع الهوية والتحول، والتواصل، والتراث، والجنس. ولعرقها السوداني تأثير قوي على عملها، وهي تحب استكشاف الإلهام من الهندسة العربية. بالإضافة إلى ممارستها، تعمل أميمة كمدربة و استشارية للفنانين الناشئين والشباب، وتتعاون مع المنظمات البارزة. 

## الجوائز والتكريم
احتلت أميمة المركز الثاني في جائزة المركز العربي البريطاني للثقافة عام 2019. أصبحت عضوًا في وسام الإمبراطورية البريطانية (MBE) ، الذي تم منحه في قائمة تكريم الملكة للعام الجديد في عام 2022 عن "خدماتها للأشخاص ذوي الإعاقة في مجال الفنون". أميمة زميل Clore، والذي يهدف إلى تطوير قادة من مجموعة متنوعة من التخصصات والصناعات الثقافية.  تم اختيارها كمرشحة نهائية لجائزة Dentons Art التي ترعاها نيامه وايت.

## الحياة الشخصية
والد أميمة هو عثمان مضوي، الذي كان أحد مؤسسي حزب المؤتمر الوطني، الذي حكم السودان لمدة 30 عامًا حتى الثورة السودانية عام 2019. تنحدر أميمة من عائلة ضخمة تضم خمسة أشقاء وأربع شقيقات. شقيقها الصم، أحمد مضوي، مذيع تلفزيوني BSL Zone ومترجم ومدرب توعية حول السود والصم.

## أنظر أيضا
- أحمد عمر (فنان)
- كمالا ابراهيم اسحق

## روابط خارجية
- تجربة "عجلة الحياة" لطباعة المنسوجات والصور المتحركة والعود للموسيقار رحاب بازار